# 阿姆斯特尔公园

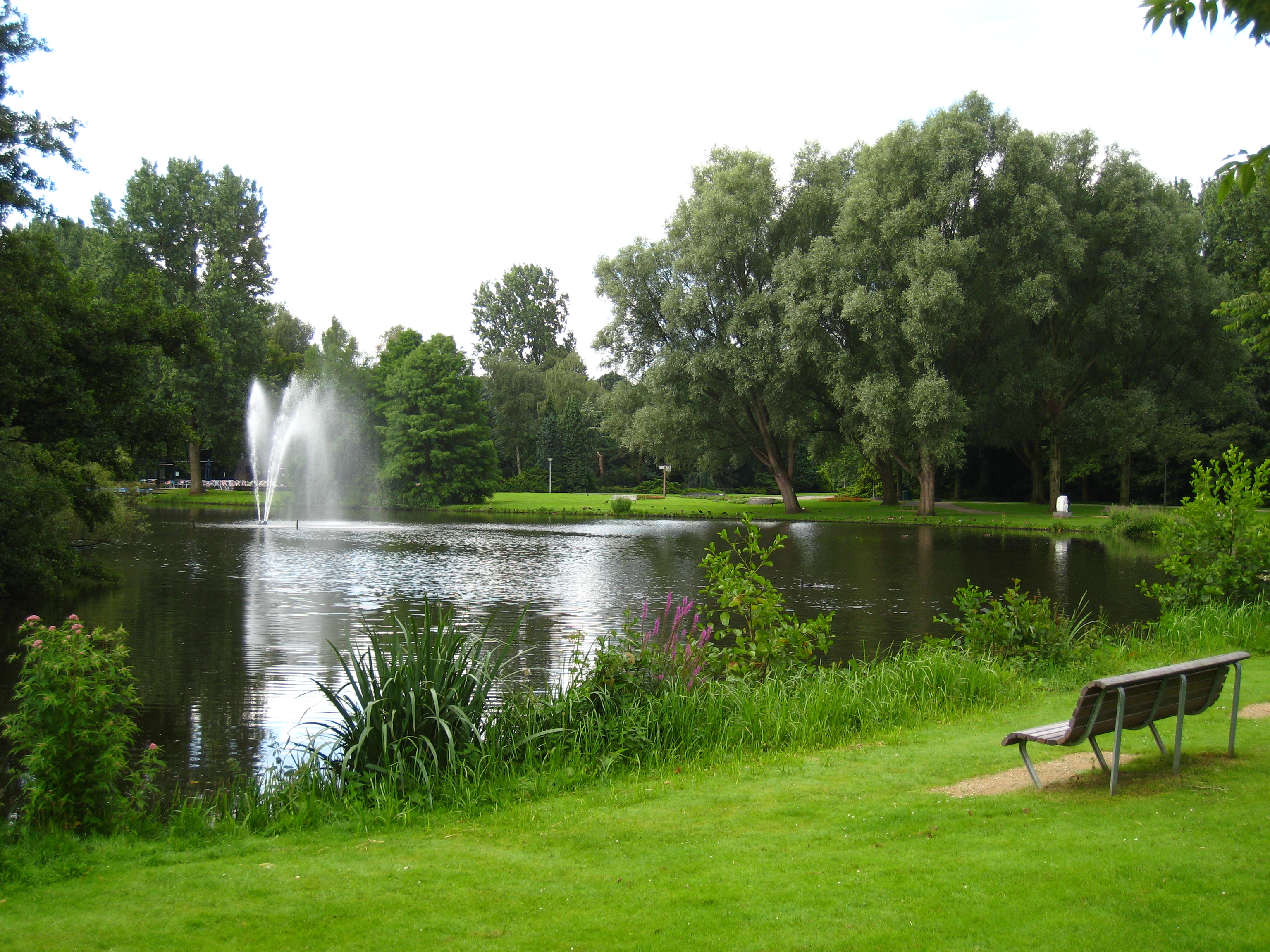
2007年的阿姆斯特尔公园

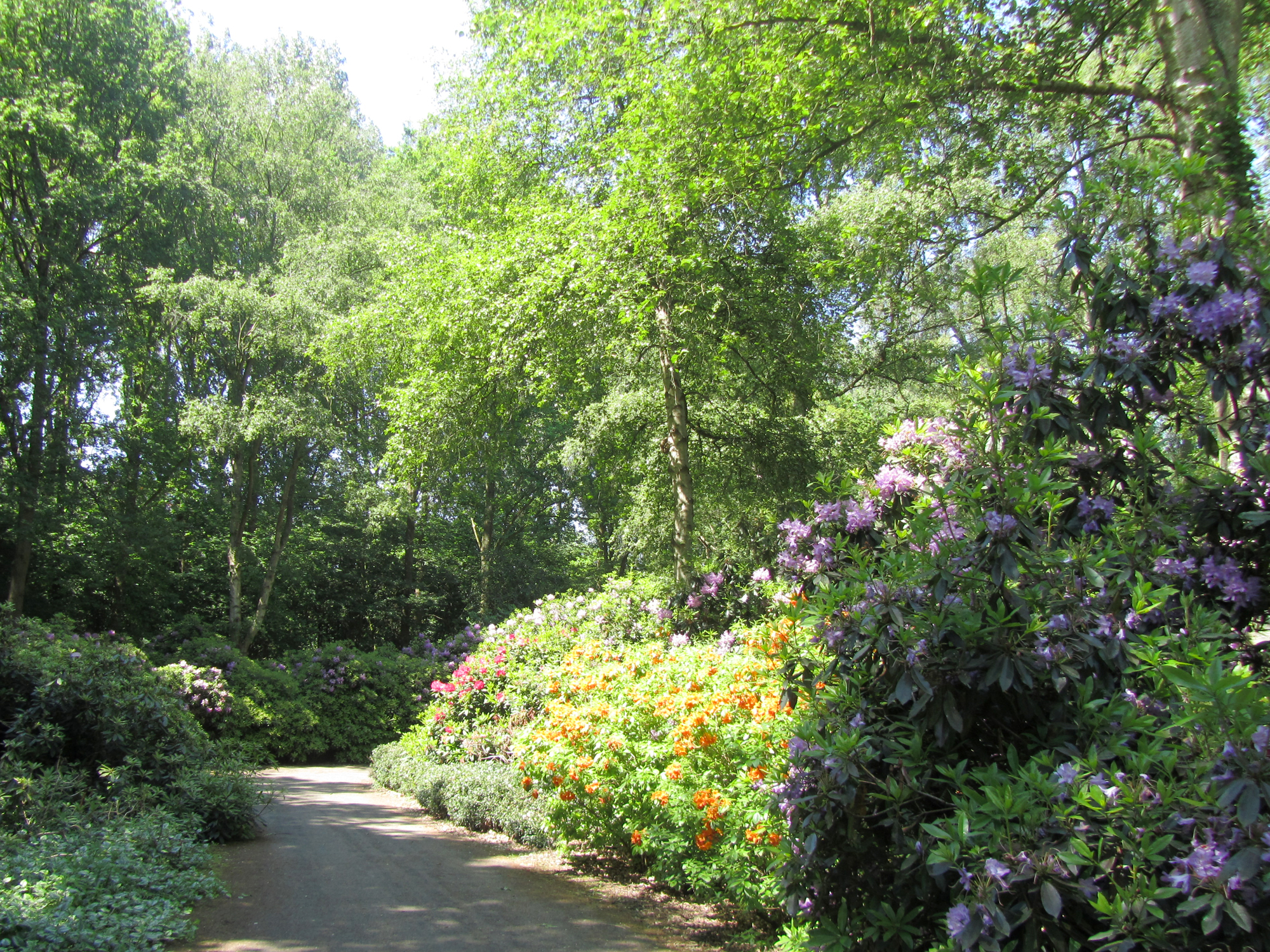
公园里的杜鹃花花园

阿姆斯特尔公园（荷蘭語：Amstelpark）是位于荷兰首都阿姆斯特丹阿姆斯特丹南的一座公园。1972年建成。